# Агрокліматологія
Агрокліматоло́гія, сільськогосподарська кліматологія — (від грец. agros — поле, klima — клімат, logos — наука) — вчення про клімат як про чинник землеробства. Розділ сільськогосподарської метеорології, що характеризує взаємозв'язки і взаємодії між кліматом та об'єктами сільськогосподарського виробництва. (культурними рослинами і свійськими тваринами). Агрокліматологія тісно пов'язана з географічними дисциплінами, особливо з фізичною географією, оскільки клімат є одним з найважливіших компонентів географічного середовища, тобто місця життя сільськогосподарських рослин і тварин.

## Завдання
Головним завданням агрокліматології є вивчення агрокліматичних ресурсів території. Клімат дуже впливає на географічне поширення сільськогосподарських культур і тварин, на їхній ріст та розвиток, на врожайність рослин та продуктивність тваринництва, на ефективність агротехнічних і зоотехнічних заходів. Передові методи вирощування культурних рослин та розведення тварин повинні розроблятися відповідно до різних природних комплексів, зокрема кліматичних умов. При цьому необхідна враховувати як сприятливі (ресурси світла, тепла, вологи), так і несприятливі особливості клімату (посуха, суховії, чорні бурі, морози, заморозки, ожеледі та ін.).

## Методика
Методика агрокліматології складається з двох головних розділів:
1. вивчення вимог об'єктів сільського господарства до кліматичних умов, що являє собою, головним чином, узагальнення даних, зібраних в інших розділах сільськогосподарської метеорології;
2. аналізу агрокліматичних умов разом з іншими природними факторами, особливо ґрунтовим покривом, рельєфом і гідрологічним режимом, відповідно до вимог даної групи сільськогосподарських рослин та тварин. Насамперед звертається увага на ресурси тепла і вологи, ступінь континентальності клімату та повторюваність шкідливих явищ.

Знання агрокліматичних закономірностей дозволяє найвигідніше використовувати кліматичні ресурси території в поєднанні з іншими природними факторами, щоб якнайдоцільніше розміщувати сільськогосподарські рослини та тварин і застосовувати найдосконаліші засоби землеробства та зоотехніки.